# アストロン (人工衛星)

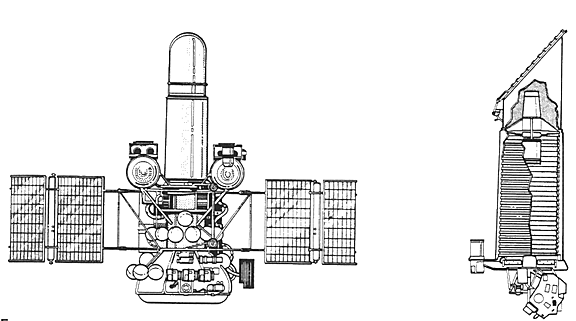
Astron

アストロン (Астрон, Astron) は、ソビエト連邦が1983年3月23日にプロトンロケットで打ち上げたX線紫外線天文衛星である。ベネラ計画の衛星技術に基づいて製作され、当時としては最大の 紫外線宇宙望遠鏡であり、6年間に渡って紫外線天文学の観測に使用された。
大気圏外天文学の天文学者Alexander Boyarchukらによって計画は運営された。クリミア天体物理天文台と、NPO Lavochkinで組み立てられた。ソビエトとフランスが共同で設計した80cmの紫外線望遠鏡とX線スペクトロスコープが搭載された。地球の影になることと、地球からの放射をさけるために185,000 kmの軌道に投入された。
アストロンの行った重要な観測は、1987年に出現した超新星SN 1987Aや1985年12月のハレー彗星の観測があり、彗星のコマの構造の理解に貢献した。